# Рудар (Пробиштип)
Футбольний клуб «Рудар» (Пробиштип) або просто «Рудар» (мак. Фудбалски клуб Рудар Пробиштип) — професіональний північно-македонський футбольний клуб з міста Пробиштип. Виступає у Третій лізі Македонії, зона «Схід».

## Історія
Заснований у 1947 році. З 1992 по 1997 рік протягом 5-и сезонів виступав у Першій лізі Македонії. Найуспігнішим для клубу став сеон 1992/93 років, коли команда з Пробштипу посіла 9-е місце в національному чемпіонаті.

## Відомі тренери
- Івіца Глігоровський